# Antonio Vicent (jesuita)
Antonio Vicent Dols (Castellón de la Plana, 1837 - Valencia, 1912) fue un sacerdote jesuita español, conocido por su compromiso con los obreros. Fue conocido en los medios populares como el Pare Vicent (el padre Vicent).

## Biografía
Jesuita desde 1861, se tuvo que exiliar a Francia tras el triunfo de la Revolución Gloriosa de 1868 que puso fin a la Monarquía de Isabel II. Tras la Restauración borbónica de 1875, regresó a España y se dedicó a fundar, primero en la región valenciana y luego en toda España, los Círculos Católicos Obreros que había conocido en Francia. En 1893 publicó su obra más conocida Socialismo y anarquismo, un comentario de la encíclica Rerum Novarum del papa León XIII publicada dos años antes y en la que se propugnaba el corporativismo como alternativa al liberalismo y al socialismo. El pare Vicent ya venía proponiendo el restablecimiento de las corporaciones gremiales y la constitución de un «régimen corporativo» y en Socialismo y anarquismo definió la corporación gremial como «una asociación compuesta de personas de un mismo oficio (patronos y obreros)» que se proponen la defensa de los intereses «y el honor profesional y el bienestar moral y material de los individuos».
En los años finales de su vida se dedicó sobre todo a fomentar el cooperativismo agrario, pero también se convenció de la inutilidad de la alternativa interclasista del corporativismo católico y defendió la creación de sindicatos obreros, lo que le valió que la jerarquía eclesiástica le prohibiera continuar con su obra social.